# کیک لایه‌ای
کیک لایه‌ای (به انگلیسی: Layer cake) نوعی کیک است که از چند لایهٔ هم‌اندازه بر روی هم شکل می‌گیرد. مابین لایه‌های کیک با موادی مانند خامه یا یک مادهٔ پرحجم پر می‌شود و اطراف و سطح بالای کیک نیز معمولاً با خامهٔ زده‌شده پوشانده و بر روی آن چاشنی‌ها یا تزئینات مختلفی مانند شکلات، نارگیل، خشکبار و دیگر مواد غذایی یا گل‌های خوراکی قرار داده می‌شود.